# World Masters (снукер)
World Masters (также известен как Mita/Sky World Masters — по названию спонсоров) — пригласительный снукерный турнир. Учредитель — Бэрри Хирн. 
World Masters был одним из самых значимых и престижных соревнований в этой игре, несмотря на то, что проводился лишь однажды. Первоначально задумывалось, что этот турнир станет снукерным аналогом Уимблдона. Так же, как и в крупных теннисных соревнованиях, World Masters включал в себя мужской и женский разряды, а также микст и турнир среди юниоров. Во многом World Masters был уникальным снукерным соревнованием по тем временам: его призовой фонд составил более 1 миллиона фунтов стерлингов (рекорд, который держался ещё долгое время); кроме того, шла ежедневная 7-часовая трансляция матчей турнира на телеканале Sky Sports, который был одним из спонсоров.
Единственный розыгрыш World Masters прошёл в январе 1991 года в Бирмингеме (Англия). Победителем главного соревнования — мужского одиночного разряда — стал Джимми Уайт, обыгравший в финале мальтийца Тони Драго. За победу Уайт получил £ 200 000.
Несмотря на большой успех, из-за отсутствия дальнейшей поддержки спонсоров турнир World Masters прекратил существование.

## Победители
| Категория                | Победитель(и)                 | Соперник(и)                | Счёт   |
| ------------------------ | ----------------------------- | -------------------------- | ------ |
| Мужской одиночный разряд | Джимми Уайт                   | Тони Драго                 | 10 : 6 |
| Женский одиночный разряд | Карен Корр                    | Стейси Хиллъярд            | 6 : 2  |
| Мужской парный разряд    | Майк Халлетт Стивен Хендри    | Брэди Голлан Джим Вич      | 8 : 5  |
| Женский парный разряд    | Эллисон Фишер Стейси Хиллъярд | Карен Корр Энн-Мэри Фаррен | 5 : 2  |
| Микст                    | Стив Дэвис Эллисон Фишер      | Джимми Уайт Кэролайн Уолч  | 6 : 3  |
| Юниоры (до 16 лет)       | Джон Хиггинс                  | Марк Уильямс               | 6 : 1  |